# Pegidia
Pegidia es un género de foraminífero bentónico de la familia Pegidiidae, de la superfamilia Discorboidea, del suborden Rotaliina y del orden Rotaliida. Su especie tipo es Rotalia dubia. Su rango cronoestratigráfico abarca desde el Mioceno hasta la Actualidad.

## Clasificación
Pegidia incluye a las siguientes especies:
- Pegidia bermudezi
- Pegidia corrugata
- Pegidia culebrae
- Pegidia dubia
- Pegidia karreriana
- Pegidia lacunata
- Pegidia papillata
- Pegidia pulvillus

Otra especie considerada en Pegidia es:
- Pegidia pilasensis, de posición genérica incierta